# You’re Sixteen
«You’re Sixteen» (с англ. — «Тебе шестнадцать лет») — песня, написанная Sherman Brothers (Robert B. Sherman и Richard M. Sherman). Впервые песню исполнил американский певец стиля рокабилли Джонни Бёрнетт, чья версия поднялась в декабре 1960 года до 8-го места в чарте синглов США Billboard Hot 100, а в чарте синглов Великобритании до 3-го места в 1961 году. Также кавер-версию песни записал Ринго Старр для альбома Ringo (1973); сингл c этого альбома в чарте США достиг 1-го места, а в Великобритании — до 4-го.

## Версия Ринго Старра
В январе 1974 года кавер-версия песни, записанная Ринго Старром в 1973 для своего альбома Ringo, возглавила чарт синглов Billboard Hot 100 на одну неделю. Запись этой песни вновь объединила Старра с его сотоварищем по участию в рок-группе The Beatles Полом Маккартни. Маккартни написал аннотацию (англ. linear notes) для альбома, а также обозначен как исполняющий соло на казу. Но музыкальный критик Майкл Веритай (Michael Verity) цитирует продюсера записи песни, Ричарда Перри (Richard Perry), который говорил, что в действительности этим инструментом был не казу: «На самом деле, соло в „You’re Sixteen“, которое звучит как будто играемое на казу, это пение Пола — он внезапно запел таким звуком, когда мы играли этот трек; так что Пол солирует вокалом в этой песне». В любом случае, версия Старра осталась одним из очень немногих синглов, добиравшихся до 1-го места чартов, где есть соло звуком, «похожим на казу». Бэк-вокал на версии Старра спел Гарри Нилссон; в записи также участвовали Джим Келтнер, Клаус Форман, Ники Хопкинс, Вини Понциа и Jimmy Calvert.

## Песня в видео и кино
В видеоклипе 1978 года на «You’re Sixteen» в версии Старра в роли девушки, в которую по сюжету влюблён Старр, снялась Кэрри Фишер — исполнительница роли принцессы Леи в фильмах Звёздные войны (первые три фильма — 1977, 1980 и 1983 года; режиссёр Джордж Лукас).
Оригинальная версия «You’re Sixteen» 1960 года в исполнении Джонни Бёрнетта присутствует в саундтреке фильма 1973 года Американские граффити (режиссёр Джордж Лукас).

## Другие факты, связанные с песней
Название песни было объектом музыкальных пародий разных исполнителей — например, австралийской панк-рок-группы Frenzal Rhomb с их песней «She’s Sixty, She’s Beautiful and She’s Mine» (англ. Ей 60, она прекрасна и она моя), или австралийского автора-исполнителя Paul Kelly и его песни «You’re 39, You’re Beautiful and You’re Mine» (англ. Тебе 39, ты прекрасна и ты моя). Отсылка к «You’re Sixteen» есть в названии мини-альбома группы Cold Chisel You're Thirteen, You're Beautiful, and You're Mine (англ. Тебе 13, ты прекрасна и ты моя).

## Участники записи (версия Ринго Старра)
- Ринго Старр — ведущий вокал, барабаны
- Пол Маккартни — соло на «саксофоне, изображаемом ртом» (Mouth sax solo)
- Джим Келтнер — барабаны
- Клаус Форман — бас-гитара
- Ники Хопкинс — фортепиано
- Вини Понциа — гитара
- Jimmy Calvert — гитара
- Гарри Нилссон — бэк-вокал

(дается по)